# Rudolf Hotzenköcherle

Rudolf Hotzenköcherle

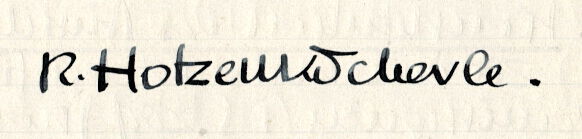

Rudolf Hotzenköcherle (* 12. April 1903 in Chur; † 8. Dezember 1976 in Zürich) war ein Schweizer Sprachwissenschafter, Professor an der Universität Zürich und Mitbegründer sowie erster Hauptbearbeiter des Sprachatlasses der deutschen Schweiz (SDS).

## Leben

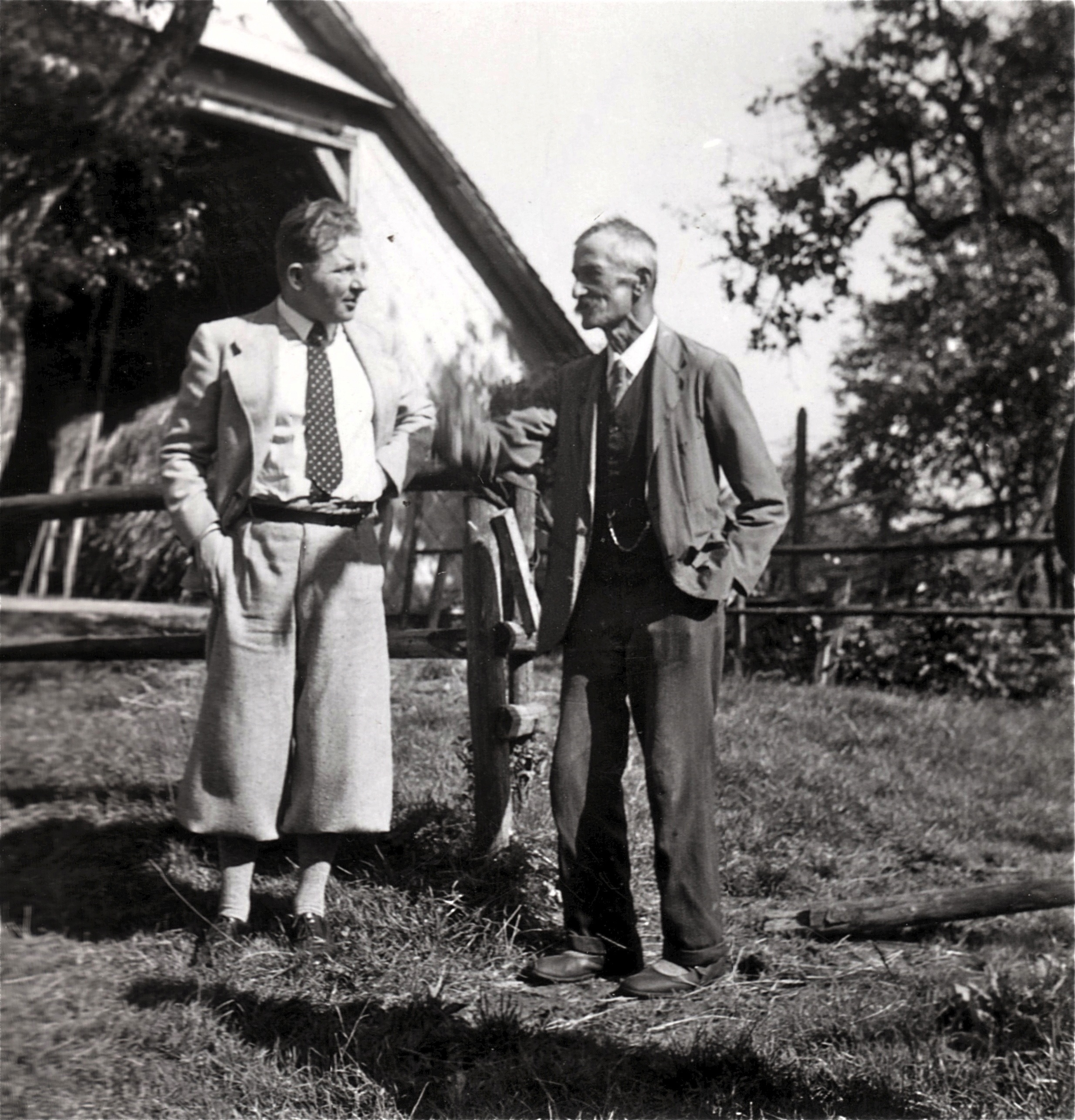
Rudolf Hotzenköcherle (links) als Explorator für den Sprachatlas der deutschen Schweiz (SDS) im Gespräch mit einer Gewährsperson in Bissegg, Kanton Thurgau (1938).

Hotzenköcherle wurde in Chur als Sohn von Rudolf Hotzenköcherle (Buchdrucker, 1866–1934) und Anna Lisa, geb. Kramer (1880–1962) geboren. Nach der Matura an der Kantonsschule Chur studierte er Sprachwissenschaft, zuerst von 1923 bis 1925 an der Universität Genf Romanistik bei Charles Bally und Albert Sechehaye, anschliessend an der Universität Zürich Romanistik bei Louis Gauchat und Jakob Jud sowie Germanistik bei Albert Bachmann und Emil Ermatinger. Er promovierte 1932 bei Bachmann mit einer Dissertation über die Mundart von Mutten (Graubünden).
1935 wurde Hotzenköcherle – als Nachfolger des verstorbenen Wilhelm Wiget – ausserordentlicher Professor an der Universität Zürich. 1937/38 absolvierte er einen Forschungsaufenthalt an der Universität Uppsala. Ab 1938 bis zur Emeritierung 1969 war er ordentlicher Professor für Germanische Philologie an der Universität Zürich. 1966 erhielt er den Ehrendoktor der Philosophisch Historischen Fakultät der Universität Basel.
Forschungsschwerpunkt von Hotzenköcherle war die schweizerdeutsche Dialektologie. Er begründete zusammen mit Heinrich Baumgartner (1889–1944) im Jahr 1935 das Forschungsvorhaben Sprachatlas der deutschen Schweiz (SDS), leitete die dazu durchgeführten Dialektaufnahmen (1939–58), nahm mit Fritz Gysling die Walserdialekte Oberitaliens auf und stand ab 1962 der Publikation bis zu seinem Tod vor. Er war Herausgeber der Reihe Beiträge zur schweizerdeutschen Mundartforschung (24 Bände; bis Band 22 in Verbindung mit dem Schweizerdeutschen Wörterbuch hrsg. von Rudolf Hotzenköcherle, Frauenfeld 1949–75).
Hotzenköcherle war von 1935 bis 1974 Mitglied des Leitenden Ausschusses bzw. des Vorstandes des Vereins für das Schweizerische Idiotikon, bis 1960 in der Funktion des Aktuars und ab 1966 in derjenigen des Vizepräsidenten.
Zusammen mit Heinrich Baumgartner, Gottfried Bohnenblust und Walter Henzen gründete Hotzenköcherle 1940 die «Akademische Gesellschaft schweizerischer Germanisten» (heute «Schweizerische Akademische Gesellschaft für Germanistik»).
Rudolf Hotzenköcherle war der Vater des langjährigen Zürcher Polizeikommandanten Philipp Hotzenköcherle (1949–2020).

## Werke
- Die Mundart von Mutten. Laut- und Flexionslehre. Huber, Frauenfeld 1934 (Beiträge zur Schweizerdeutschen Grammatik. Band XIX).
- Sprachatlas der deutschen Schweiz (SDS). Begründet von Heinrich Baumgartner und Rudolf Hotzenköcherle. In Zusammenarbeit mit Konrad Lobeck, Robert Schläpfer, Rudolf Trüb und unter Mitwirkung von Paul Zinsli herausgegeben von Rudolf Hotzenköcherle. 8 Bde. Bd. 1: Lautgeographie: Vokalqualität. Bearbeitet von Rudolf Hotzenköcherle und Rudolf Trüb (1962). Bd. 2: Lautgeographie: Vokalquantität, Konsonantismus. Bearbeitet von Doris Handschuh, Rudolf Hotzenköcherle und Rudolf Trüb (1965). Bd. 3: Formengeographie. Bearbeitet von Doris Handschuh, Rudolf Hotzenköcherle, Rudolf Trüb sowie Jürg Bleiker, Rudolf Meyer, Alfred Suter (1975). Bd. 4: Wortgeographie I: Der Mensch, Kleinwörter. Bearbeitet von Doris Handschuh, Rudolf Hotzenköcherle, Robert Schläpfer, Stefan Sonderegger, Rudolf Trüb (1969) (Bde. 5 bis 8: Herausgabe fortgeführt von Robert Schläpfer, Rudolf Trüb, Paul Zinsli).
- Die Sprachlandschaften der deutschen Schweiz. Hrsg. von Niklaus Bigler und Robert Schläpfer unter Mitarbeit von Rolf Börlin. Sauerländer, Aarau 1984 (Reihe Sprachlandschaft. Band 1).
- Dialektstrukturen im Wandel. Gesammelte Aufsätze zur Dialektologie der deutschen Schweiz und der Walsergebiete Oberitaliens. Hrsg. von Robert Schläpfer und Rudolf Trüb. Sauerländer, Aarau 1986 (Reihe Sprachlandschaft. Band 2).